# Kentien

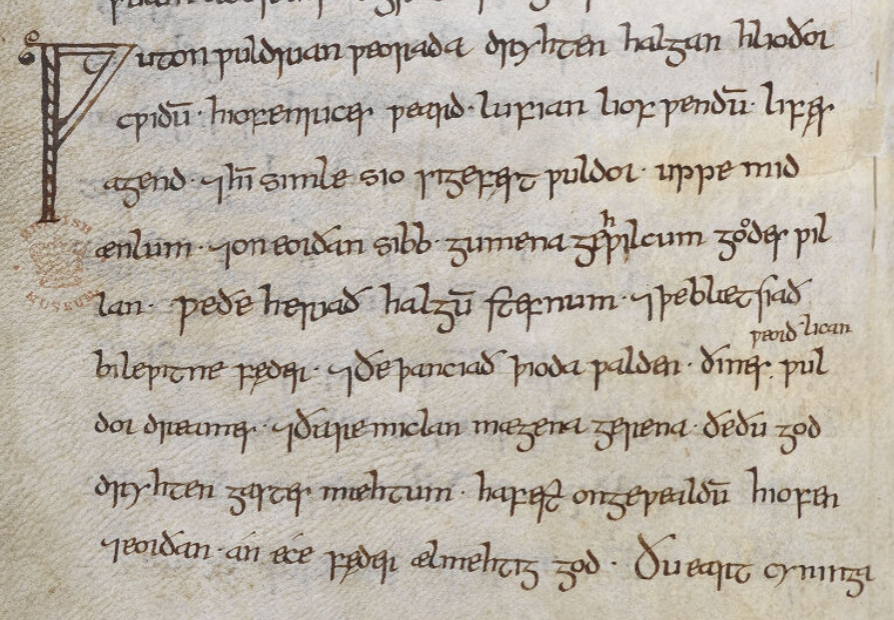
Les premières lignes de l'« Hymne kentien » dans le manuscrit Cotton Vespasian D. vi (f. 68v).

Le kentien ou kentique (Kentish en anglais) est un dialecte du vieil anglais parlé, comme son nom l'indique, dans le Kent et plus largement dans le sud-est de l'Angleterre.

## Attestations
Le kentien est le moins bien attesté des quatre dialectes vieil-anglais. Comme le mercien et le northumbrien, il subsiste dans un nombre beaucoup plus réduit de documents que le saxon occidental, ce dernier étant devenu le mode d'écriture standard à la fin de la période anglo-saxonne. Outre quelques chartes produites au IXe siècle, la principale source pour ce dialecte est un manuscrit du milieu du Xe siècle conservé à la British Library sous la cote Cotton Vespasian D. vi. Il comprend, entre autres textes, des gloses interlinéaires kentiennes (en) dans une copie latine du livre des Proverbes, et deux poèmes rédigés dans ce dialecte baptisés « Psaume kentien (en) » (une traduction du Psaume 51 (50)) et « Hymne kentien » par les chercheurs modernes.

## Caractéristiques
La principale caractéristique phonologique qui différencie le kentien des autres dialectes vieil-anglais est la réduction des voyelles æ, œ et y en e, qu'elles soient brèves ou longues. Sa morphologie et son vocabulaire sont moins distinctifs.